# Damil Dankerlui
Damil Serena Dankerlui Wadilie (24 de agosto de 1996) es un futbolista profesional que juega como defensa en el club Stjarnan de la Úrvalsdeild Karla. Nacido en los Países Bajos, representa a la selección nacional de Surinam. 

## Carrera del club

### Primeros años
Nacido y criado en Almere Haven de padres de Surinam, Dankerlui comenzó su carrera futbolística en el SV Almere local antes de transferirse al cercano FC Omniworld en 2005. En 2010, el club pasó a llamarse Almere City FC, desde donde Dankerlui pasó a las categorías inferiores del club asociado Ajax a la edad de 16 años dos años después.

### Ajax
Mientras estaba registrado como parte de la selección B1 de los clubes (equipo sub-17), hizo su debut profesional en la Eerste Divisie holandesa el 22 de octubre de 2013, jugando para el equipo de reservas Jong Ajax como suplente en el minuto 69 de Derwin Martina, en una derrota fuera de casa por 5-1 contra el VVV-Venlo. En la temporada siguiente, Dankerlui se inscribió en la selección A1 (equipo sub-19), donde hizo su debut continental a nivel juvenil en la Liga Juvenil de la UEFA el 21 de octubre de 2014, en un empate 2-2 contra el Barcelona. A pesar de aparecer en el banquillo del primer equipo del Ajax, nunca fue sustituido, ejerciendo su oficio por el equipo de reservas antes de dejar el club en enero de 2018.

### Willem II
El 9 de enero de 2018, se anunció que Dankerlui se había transferido a Willem II, firmando un contrato de dos años con el club Eredivisie de Tilburg.

### Groninga
El 27 de julio de 2020, Dankerlui se unió al Groningen de la Eredivisie con un contrato de cuatro años.

## Carrera internacional
El 15 de octubre de 2020, se anunció que Dankerlui había optado por representar a la selección nacional de Surinam a nivel internacional. Aunque Surinam no permite la doble ciudadanía, el país hizo una excepción para emitir pasaportes especiales para atletas de la diáspora que quieran representar a Surinam a partir de 2019. Dankerlui se convirtió en elegible para jugar en la selección nacional a partir del 13 de noviembre de 2020. Hizo su debut el 24 de marzo de 2021 en la clasificatoria para la Copa del Mundo contra las Islas Caimán. Dankerlui también fue convocado posteriormente en junio de 2021 para representar a Surinam en la Copa de Oro de la CONCACAF 2021.